# The Nutty Professor (film fra 2008)
 For alternative betydninger, se The Nutty Professor. (Se også artikler, som begynder med The Nutty Professor)
The Nutty Professor også kendt som Nutty Professor: Facing The Fear eller Nutty Professor 2 var en canadisk-amerikansk animationsfilm som er baseret på Jerry Lewis klassisk film The Nutty Professor fra 1963.

## Medvirkende
- Jerry Lewis som Julius E. Kelp/Buddy Love
- Drake Bell som Harold Kelp/Jack
- Tabitha St. Germain som Robin
- Britt Irvin som Polly McGregor
- Andrew Francis som Brad/Tad
- Brain Drummond som Dean Von Wu